# 塞薩·埃拉
塞薩·埃拉（César Aira、 [ˈse.saɾ ˈai.ɾa]，1949年2月23日—）是阿根廷作家和翻譯家，出生於布宜諾斯艾利斯省科羅內爾·普林格爾（Coronel Pringles）。 埃拉已出版了一百多篇有關故事，小說和散文作品。 至少從1993年以來，他每年出版兩到五本中篇小說。他曾在布宜諾斯艾利斯大學及国立罗萨里奥大学做過演說。

## 風格
塞薩·埃拉的風格包含驚悚、懸疑，情節兼具戲劇性，他也以庶民文化為主題，融合超現實主義元素創作科幻小說。他稱自己的作品是「達達主義的童話故事」或「大人的文學玩具」。

## 作品
- 《鬼魅》（Los fantasmas）
- 《兩個小丑》（Los dos payasos）
- 《女裁縫與風》（La costurera y el viento）
- 《普林斯》（Prins）
- 《音乐大脑》